# Николини, Джузеппе
Джузеппе Николини (итал. Giuseppe Nicolini; 29 января 1762 года, Пьяченца, герцогство Парма, Пьяченца и Гвасталла — 18 декабря 1842 года, там же) — итальянский композитор.

## Биография
Джузеппе Николини родился 29 января 1762 года в Пьяченце, в герцогстве Парма, Пьяченца и Гвасталла. Начальное образование получил у отца, Омобоно Карлетти Николини, клавесиниста придворного театра герцогов Пармы, Пьяченцы и Гвасталлы, органиста в церкви Святого Павла и капельмейстера в церкви Святого Петра в Пьяченце. Вокалом с ним занимался Филиппо Мачедони. В 1780 году, благодаря покровительству герцога Джан-Джироламо Сфорца-Фольяни, поступил в консерваторию Сант-Онофрио-а-Порта-Капуана в Неаполе, где учился у Феделе Фенароли, Джакомо Инсангвини и Доменико Чимароза. Завершил обучение в 1784 году.
В 1781 году сочинил своё первое произведение, ораторию «Даниил во рву со львами» (итал. Daniele nel lago dei leoni). Джузеппе Николини был принят на место органиста в церкви Святого Павла в Пьяченце. В 1793 году дебютировал как оперный композитор в Парме оперой «Экстравагантная семья» (итал. La famiglia stravagante), вслед за которой он написал ещё более 50 опер. Самой известной оперой Джузеппе Николини стала опера «Траян в Дакии» (итал. Traiano in Dacia) на либретто Микеланджело Прунетти, премьера которой состоялась в Риме в 1807 году. Другой известной оперой композитора стала опера-сериа «Вакханалии в Риме» (итал. I baccanali di Roma), представленная публике на сцене театра Ла Скала в Милане 21 января 1801 года.
В 1819 году Джузеппе Николини получил место капельмейстера в кафедральном соборе Пьяченцы. До 1820 года его оперы пользовались большим зрительским успехом в театрах Италии и заграницей, но с 1831 года интерес к оперному творчеству композитора стал угасать. Он посвятил себя написанию исключительно духовной музыки.
Джузеппе Николини признан одним из последних представителей неаполитанской оперной школы. Он умер в родном городе 18 декабря 1842 года. В 1977 году его имя было присвоено консерватории в Пьяченце.

## Творческое наследие
Творческое наследие композитора включает более 50 опер, 7 ораторий, 13 кантат, 2 реквиема, многочисленные симфонические, вокальные и духовные сочинения.